# Giuseppe Antonio Osorio Alarçon
Giuseppe Osorio Alarcòn e Clavica (Trapani, 22 settembre 1697 – Torino, 9 giugno 1763) è stato un politico e diplomatico italiano, Primo segretario di Stato del Regno di Sardegna.

## Biografia
Nato da una nobile famiglia siciliana d'origine spagnola, orfano dei genitori, fu cresciuto dal barone Saverio Fardella. Giovanissimo, nel 1714 entrò al servizio di Vittorio Amedeo II di Savoia, allora re di Sicilia.
Nel 1720, fu inviato nei Paesi Bassi e successivamente, il 25 novembre 1729, fu nominato ambasciatore del Regno di Sardegna alla Corte di re Giorgio II d'Inghilterra che gli concesse di presenziare alle sedute della Camera dei Lords. 
Nel 1730 Vittorio Amedeo II abdicò in favore del figlio Carlo Emanuele III che, amico d'infanzia dell'Osorio, lo confermò in Inghilterra come ambasciatore del regno. Curò, nel 1748, il Trattato d'Aquisgrana. L'anno dopo fu ambasciatore in Spagna.
Nel 1750 venne richiamato a Torino dove venne nominato da Carlo Emanuele III segretario di stato agli Esteri e nel 1756 Primo Segretario di Stato del Regno di Sardegna e nel 1763 onorato dell'Ordine del Collare dell'Annunziata.
Morì a Torino il 9 giugno 1763 e fu sepolto nella chiesa di SS. Maurizio e Lazzaro.